# Убийства в ночном поезде
Убийства в ночном поезде (итал. L'Ultimo treno della notte) — итальянский фильм ужасов 1975 года режиссёра Альдо Ладо, своего рода итальянский вариант картины 1972 года «Последний дом слева» режиссёра Уэса Крэйвена.

## Сюжет
Две молодые студентки отправляются поездом на рождественские каникулы к своим родителям. Здесь они подвергается нападению двух отморозков, которые сначала насилуют их, а потом убивают. В дальнейшем убийцы попадают в дом родителей одной из жертв, где последние пытаются расправиться с убийцами девушек.

## В ролях
- Флавио Буччи — Блэки
- Маша Мерил — женщина в поезде
- Джанфранко Де Грасси — Кудрявый
- Энрико Мария Салерно — профессор Джулио Стради
- Марина Берти — Лаура Стради
- Айрин Мирекл — Маргарет Хоффенбах
- Лаура Д'Анджело — Лиза Стради

## Другие названия фильма
Великобритания
- Don’t Ride on Late Night Trains
- Late Night Trains

США
- Last House — Part II
- Last Stop on the Night Train
- New House on the Left
- Second House on the Left
- The New House on the Left
- Xmas Massacre

Франция
- La bête tue de sang-froid
- Le dernier train de la nuit
- Le train de l’enfer
- Le train de la mort
- Train de nuit pour un tueur

Другие страны
- Night Train — Der letzte Zug in der Nacht (Западная Германия)
- Night Train Murders (Филиппины)
- Nighttrain Murders (Бельгия)
- Torture Train
- Violencia en el último tren de la noche (Аргентина)
- Violenza sull’ultimo treno della notte (Италия)

## Критика
Луис Поль в своей книге Italian Horror Film Directors назвал картину шокирующей, страшной и жестокой эксплуатацией, представляющей собой нечто большее, чем ремейк «на колёсах» «Последнего дома слева».